# Hedychium hirsutissimum
Hedychium hirsutissimum är en enhjärtbladig växtart som beskrevs av Richard Eric Holttum. Hedychium hirsutissimum ingår i släktet Hedychium och familjen Zingiberaceae. Inga underarter finns listade i Catalogue of Life.